# O’pen Skiff

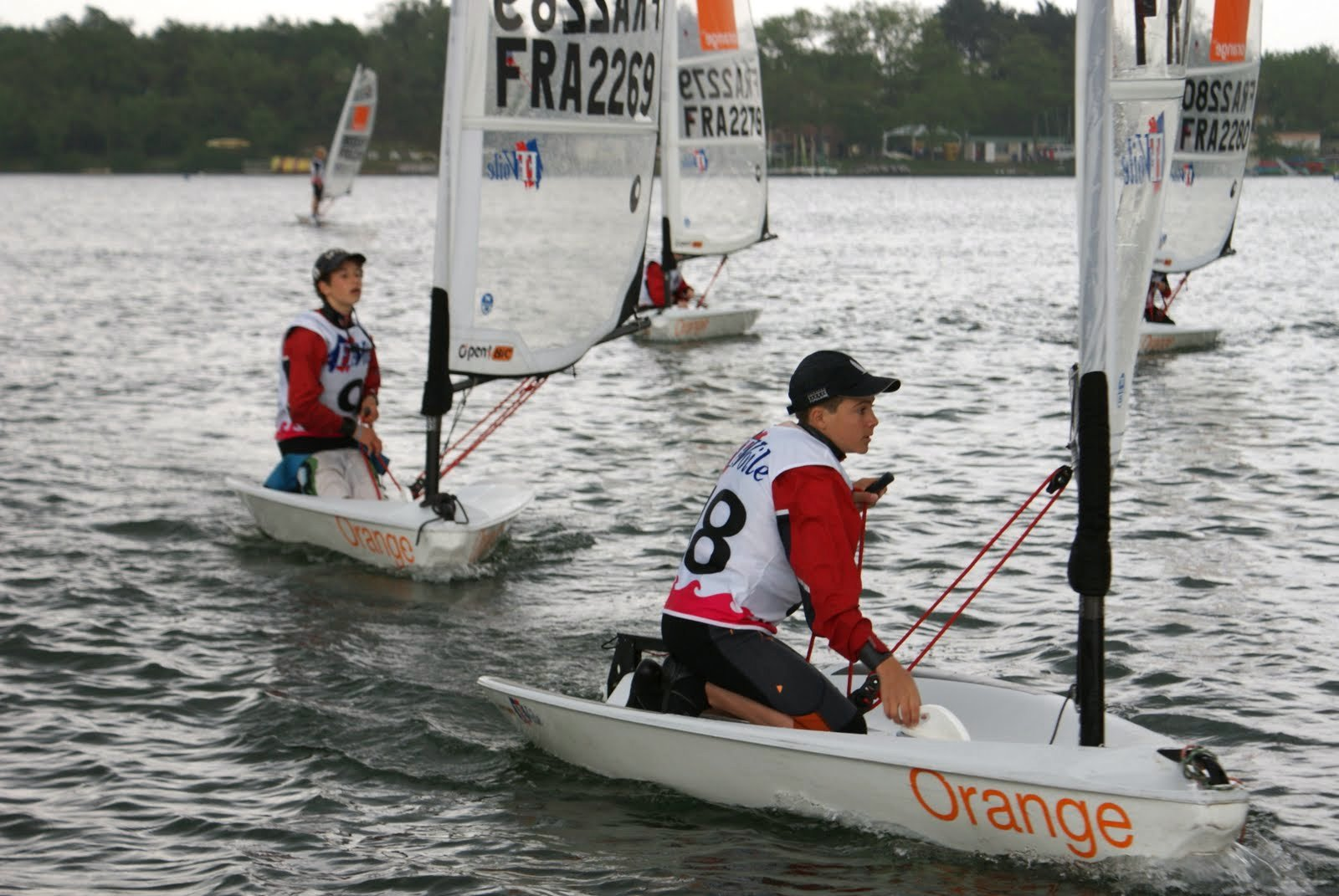
O’pen-BIC-Segler bei einer Leichtwindregatta in Frankreich

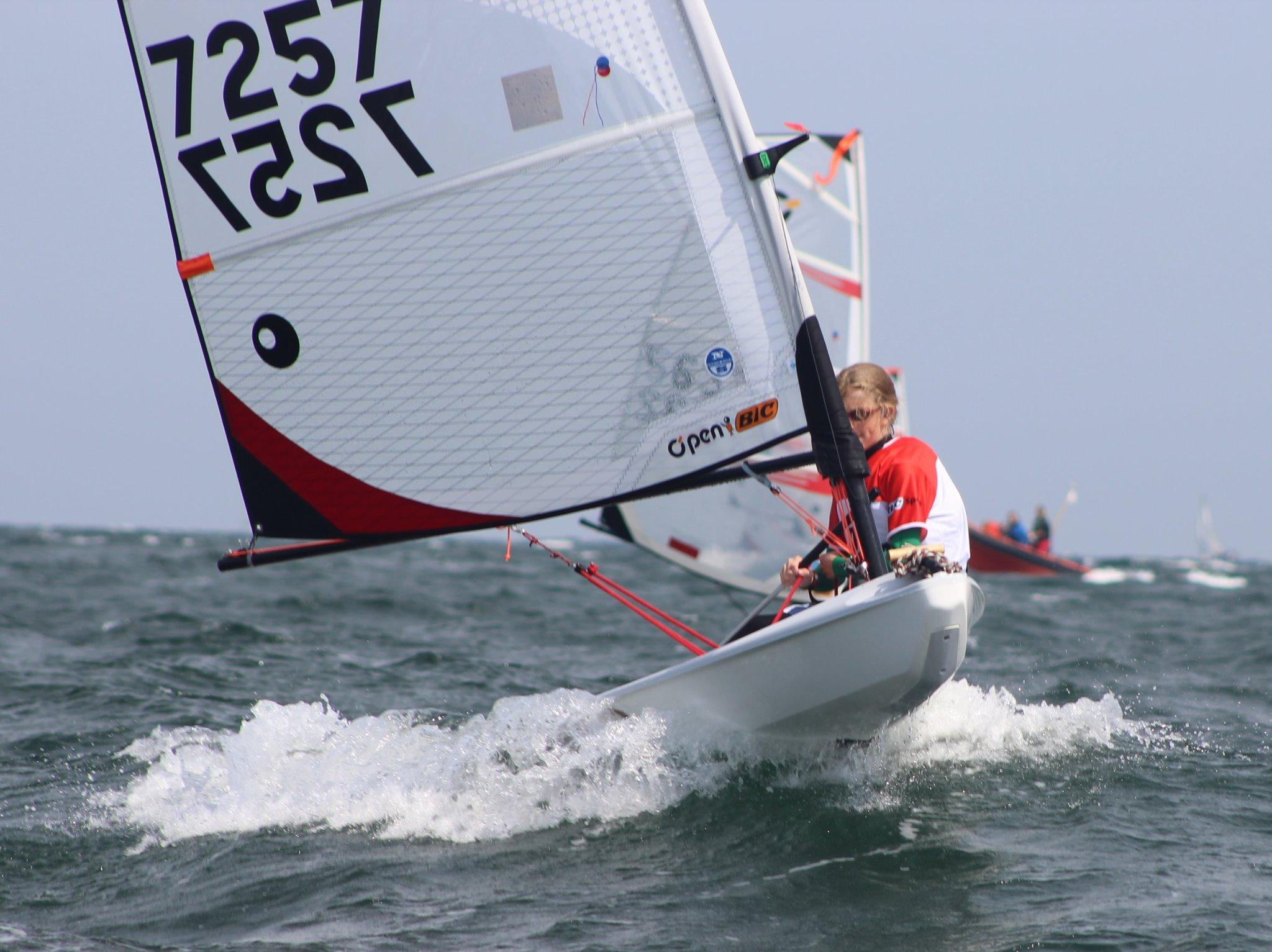
Wellenreiten bei der WM 2014

Der O’pen BIC, oft auch als Open BIC und seit 2019 O’pen Skiff bezeichnet, ist eine von Daniele Vitali entworfene Einhandjolle für jugendliche Segler. Im Gegensatz zum verbreiteten Opti ist der O’pen BIC kein Dinghy, sondern ein sportliches Skiff für junge Segler. Das Boot kam im Jahr 2006 auf den Markt und wird seit 2008 in internationalen Wettbewerben gesegelt. In Deutschland ist der O’pen BIC eine von 12 offiziellen Jugendmeisterschaftsklassen des DSV und segelt seit 2013 offizielle Deutsche Meisterschaften aus. An Welt- und Kontinentalmeisterschaften nehmen heute bis zu 250 Boote teil.
O’pen BIC Segeln versteht sich als schnelles Skiff-Segeln mit hohem „Wasseranteilen“. Der O’pen BIC ist die ideale Einstiegsklasse für sportliche Segler, die später in Richtung 29er, 49er oder Foilingklassen streben.
Im Jahre 2019 wurde das Boot in O’pen Skiff umbenannt, als Folge des Verkaufs des Herstellerbetriebs BIC-Sports an Tahe Outdoors.

## Das Boot
Der Rumpf des O’pen BIC wird im Twinsheet Verfahren aus zwei Polyethylenplatten hergestellt. Dieses industrielle Verfahren liefert einen sehr robusten Rumpf mit einem günstigen Preis-Leistungs-Verhältnis. Im Gegensatz zu einem klassischen GFK-Rumpf ist ein O’pen BIC nahezu „unkaputtbar“. Aufgrund der Größe und des Gewichtes lässt sich der O’pen BIC gut auf dem Autodach transportieren. Der Mast ist teilbar und wird beim Aufriggen in die Mastsasche des Segels eingeführt. Der O’pen BIC ist in fünf Minuten abgeladen und segelfertig aufgebaut. Mit wenigen aber effizienten Trimmeinrichtungen ist das Boot im Handumdrehen eingestellt.
Der O’pen BIC kann wahlweise mit zwei unterschiedlich großen Segeln gefahren werden. Zur Ausbildung und für leichtere Segler gibt es ein 3,8-m²-Dacron-Segel, im Wettbewerb wird aber das 4,5-m²-Foliensegel bevorzugt. Beide Segel sind durchgelattet und bringen hohen Speed. Der O’pen BIC ist deutlich agiler und schneller als ein Optimist und eher mit der Europe oder dem Laser vergleichbar.
Das Idealgewicht des Seglers beträgt 40 bis 60 kg, wobei das gekenterte Boot sich bereits mit 30 kg Körpergewicht aufrichten lässt. Leichtere Segler beherrschen das Boot ideal mit dem kleineren Segel. Dank des offenen Designs des Hecks entfällt nach einer Kenterung das im Optimisten gefürchtete Ausschöpfen „pützen“ des Bootes.

## Regatta
Seit 2009 ist der O’pen BIC eine anerkannte internationale Klasse der World Sailing (ehemals ISAF) und seit 2013 eine offizielle Jugendklasse im Deutschen Segler-Verband. Der O’pen BIC ist eine weltweit normierte Einheitsklasse. Alle bei einer Regatta startenden Boote und Materialien sind daher nahezu identisch und lange und ohne hohe Investitionen voll wettbewerbsfähig.
Ungefähr 100 Aktive nehmen in Deutschland jedes Jahr an der O’pen BIC Tour, einer Regattaserie mit fast 30 Veranstaltungen teil. Seit 2013 ist der O’pen BIC offiziell anerkannte Jugendklasse im Deutschen Segler Verband und trägt eigene Meisterschaften aus oder nimmt an den großen Jugendmeisterschaften des DSV teil. 2014 wurde zur Travemünder Woche die Weltmeisterschaft der O’pen-BIC-Seglern mit 130 Teilnehmern aus zwölf Nationen ausgetragen. 2016 zur Jubiläums-WM in Quiberon waren gut 250 Segler am Start.
In Deutschland werden die O’pen BIC Segler von der Deutschen O’pen SKIFF Klasse e.V vertreten, international von der OBCA.